# Medizinische Genetik (Zeitschrift)
medizinische genetik ist eine Fachzeitschrift für Humangenetik. Sie wird von der Deutschen Gesellschaft für Humangenetik (GfH) herausgegeben. Sie ist das offizielle Organ der GfH, der Österreichischen Gesellschaft für Humangenetik (ÖGH), Schweizerischen Gesellschaft für Medizinische Genetik (SGMG) und des Berufsverbandes Deutscher Humangenetiker (BVDH). Sie erscheint seit 1989 einmal pro Quartal, zunächst beim Verlag Medizinische Genetik, heute beim Springer Medizin Verlag Heidelberg. Ihre verbreitete Auflage beträgt 1.400 Exemplare.
Die Themenschwerpunkte liegen bei Medizin und Biologie im Bereich Genomforschung. Es werden Artikel aus der Forschung, der klinischer Praxis und der industriellen Anwendung veröffentlicht. Außerdem werden ethische, juristische, politische Diskussionsbeiträge aus Primärquellen publiziert. Des Weiteren werden Nachrichten aus Industrie und Institutionen gemeldet und Tagungsberichte gebracht. Überdies werden Kontaktadressen sowie Leitlinien für das Qualitätsmanagement aufgeführt.
Der Impact Factor lag im Jahr 2015 bei 0,086. Damit liegt sie nach der Statistik des ISI Web of Knowledge an 165. Stelle von 165 Zeitschriften aus dem Bereich „Genetik und Vererbung“.